# Mikroregion Alto Araguaia

Mikroregion Alto Araguaia

Mikroregion Alto Araguaia – mikroregion w brazylijskim stanie Mato Grosso należący do mezoregionu Sudeste Mato-Grossense.

## Gminy
- Alto Araguaia
- Alto Garças
- Alto Taquari